# Stephen Frears
Stephen Frears (Leicester, 20 de junho de 1941) é um diretor de cinema britânico. É um dos mais respeitáveis diretores da Hollywood atual, e tem em seu currículo realizações diversas e premiadas, como Ligações Perigosas (1988), Os Imorais (1990), O Segredo de Mary Reilly (1996) e A Rainha (2006).
Nascido na Inglaterra e educado na Escola Gresham, Frears seguiu um longo caminho como cineasta local antes de aceitar a direção de produções maiores. Em 1968 dirigiu o curta-metragem The Burning. Até 1984, dirigiu episódios de séries de televisão e programas para a BBC. A partir de The Hit (O Traidor, 1984), no qual trabalhou com John Hurt e Terence Stamp, entre outros, Frears se dedicou a dirigir filmes para a tela grande. Logo em seguida, vieram My Beautiful Laundrette (Minha Adorável Lavanderia, 1985) e Prick Up Your Ears (O Amor Não Tem Sexo, 1987), ambos produções inglesas estreladas por atores como Daniel Day-Lewis e Vanessa Redgrave.
O início em Hollywood aconteceu com o grande sucesso de público e crítica Dangerous Liaisons (Ligações Perigosas, 1988), que acabou ganhando três Oscar e definindo a linha de elenco com a qual Frears iria trabalhar nos filmes seguintes. John Malkovich e Glenn Close já trabalharam mais de uma vez com ele. A consagração se deu com The Grifters (Os Imorais, 1990), que lhe rendeu a primeira indicação à estatueta na categoria de melhor direção. O ritmo de trabalho não diminuiu, com produções como Hero (Herói por Acidente, 1992), e Mary Reilly (O Segredo de Mary Reilly, 1996), com Julia Roberts como protagonista.
Depois deste ciclo de trabalhos nos Estados Unidos, Frears se voltou novamente para produções inglesas, como A Van, de 1996; Terra de Paixões, de 1998; Alta Fidelidade, de 2000; Coisas Belas e Sujas, de 2003, e, finalmente, Mrs. Henderson Presents (Sra. Henderson Apresenta, 2005), no qual dirige a dama do cinema britânico Judi Dench.

## Filmografia
- 1968 - The Burning (curta-metragem)
- 1971 - Gumshoe
- 1972 - A Day Out (televisão)
- 1975 - Three Men in a Boat (televisão)
- 1976 - Last Summer (televisão)
- 1979 - Bloody Kids'
- 1983 - Saigon: Year of the Cat (televisão)
- 1984 - The Hit (O Traidor)
- 1985 - My Beautiful Laundrette (Minha Adorável Lavanderia)
- 1986 - Walter and June
- 1987 - Prick Up Your Ears (O Amor Não Tem Sexo)
- 1987 - Sammy and Rosie Get Laid (Sammy e Rosie)
- 1988 - Dangerous Liaisons (Ligações Perigosas)
- 1990 - The Grifters (Os Imorais)
- 1992 - Hero (Herói Por Acidente)
- 1993 - The Snapper (televisão) (A Grande Família)
- 1996 - Mary Reilly (O Segredo de Mary Reilly)
- 1996 - The Van (A Van)
- 1998 - The Hi-Lo Country (Terra de Paixões)
- 2000 - High Fidelity (Alta Fidelidade)
- 2000 - Liam
- 2003 - Dirty Pretty Things (Coisas Belas e Sujas)
- 2005 - Mrs. Henderson Presents (Sra. Henderson Apresenta)
- 2006 - The Queen (A Rainha)
- 2009 - Chéri
- 2010 - Tamara Drewe (Tamara Drewe)
- 2012 - Lay the Favorite
- 2013 - Muhammad Ali's Greatest Fight
- 2013 - Philomena
- 2015 - The Program
- 2016 - Florence Foster Jenkins (Florence: Quem é Essa Mulher?)
- 2017 - Victoria and Abdul

## Prêmios
- Foi indicado ao Oscar de melhor filme em  1989 por Dangerous Liaisons, e na categoria de melhor diretor em 1991 por The Grifters, e em  2007 por The Queen.
- Foi indicado ao BAFTA[desambiguação necessária] na categoria de melhor diretor em 1990 por Dangerous Liaisons, e em 2007 por The Queen.
- Ganhou o Urso de Prata na categoria de melhor diretor no Festival de Berlim em 1999 por The Hi-Lo Country. Foi indicado ao Urso de Ouro em 1996 por Mary Reilly, em 1998 por The Hi-Lo Country, e 2009 por Chéri.
- Ganhou o Prémio Bodil de melhor filme não-americano em 1990 por Dangerous Liaisons, e foi indicado em 2007 por The Queen.
- Foi indicado à Palma de Ouro do Festival de Cannes em 1987 por Prick Up Your Ears, e em 1996 por The Van.
- Recebeu o Prêmio César de melhor filme estrangeiro em 1990 por Dangerous Liaisons. Foi indicado na mesma categoria em 1994 por The Snapper, e em 2007 por The Queen .
- Foi indicado ao Prêmio David di Donatello na categoria de melhor filme da União Europeia em 2006 por Mrs Henderson Presents, e em 2007 por The Queen .
- Foi indicado ao Globo de Ouro na categoria de melhor diretor de cinema em 2007 por The Queen.
- Recebeu o Prêmio Goya na categoria de melhor filme europeu em 2007 por The Queen.
- Foi indicado ao Leão de Ouro do Festival de Veneza em 2000 por Liam, em 2002 por Dirty Pretty Things, e em 2006 por The Queen. Recebeu o Prémio OCIC em 2000 por Liam, o Prêmio Sergio Trasatti em 2002 por Dirty Pretty Things, e o Prêmio FIPRESCI em 2006 por The Queen.
- Recebeu uma nomeação ao Framboesa de Ouro em 1997, na categoria de pior realizador, por Mary Reilly.